# M113 Panzermörser 120 mm

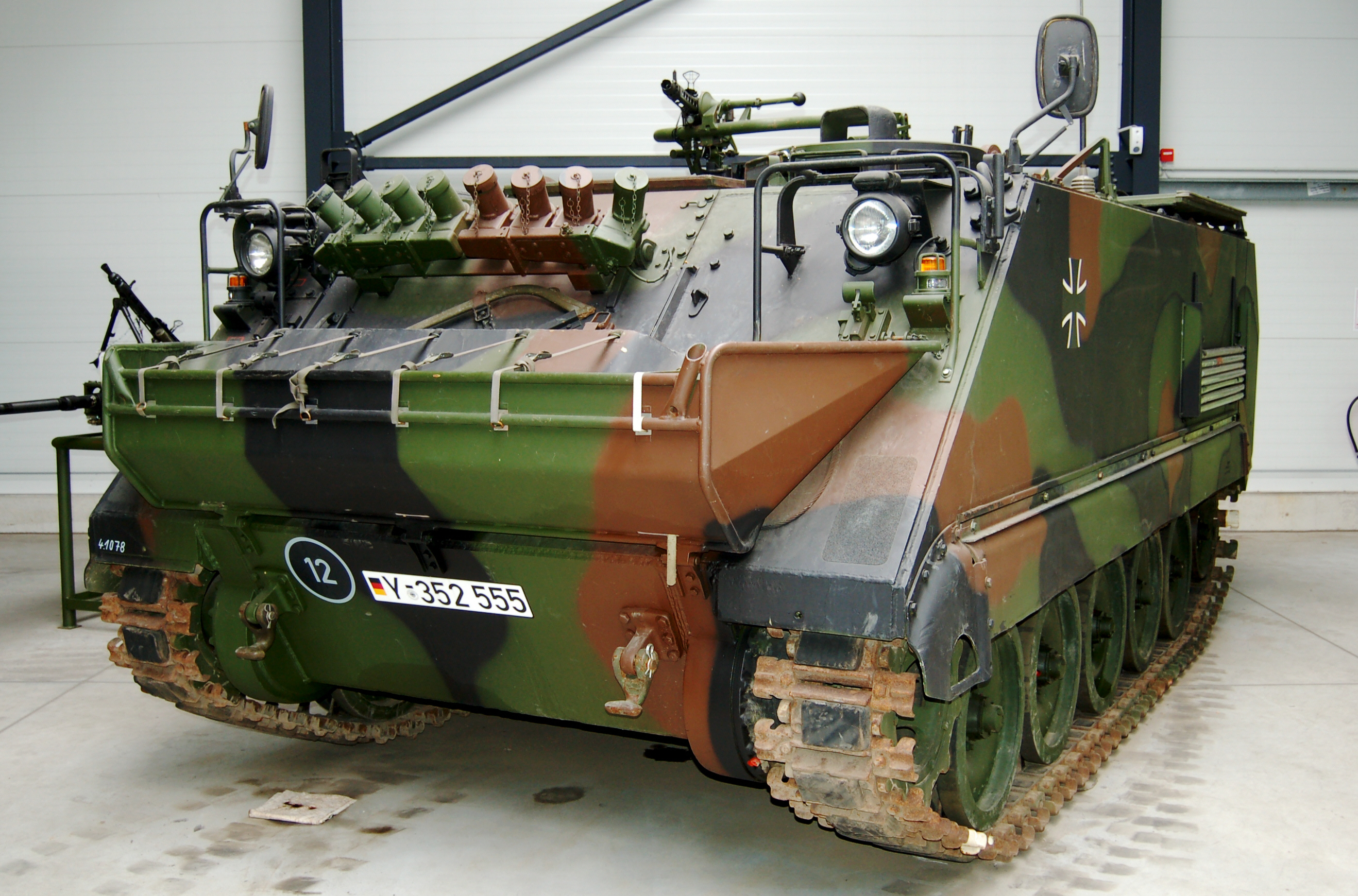
M113, Vorderansicht

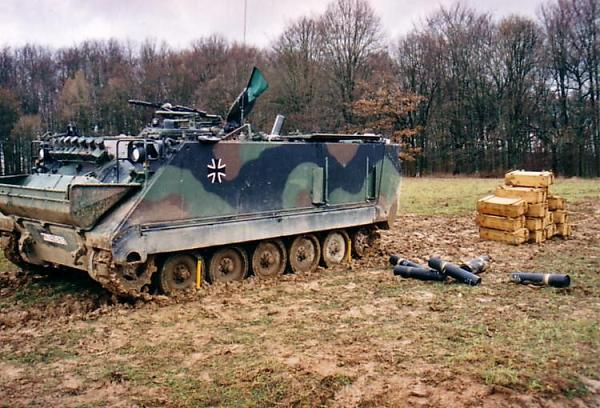
Mörserträger M113 A1 (EFT) GE in Feuerstellung

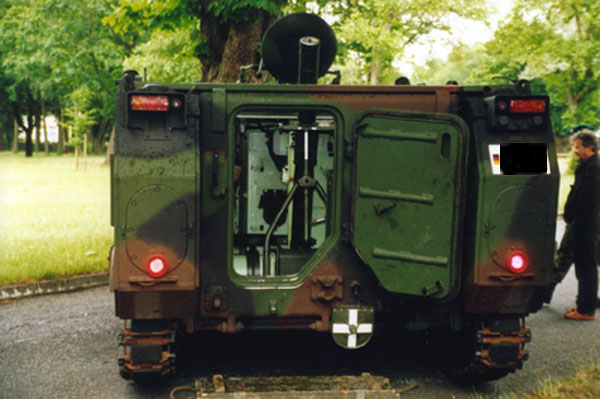
Heckansicht

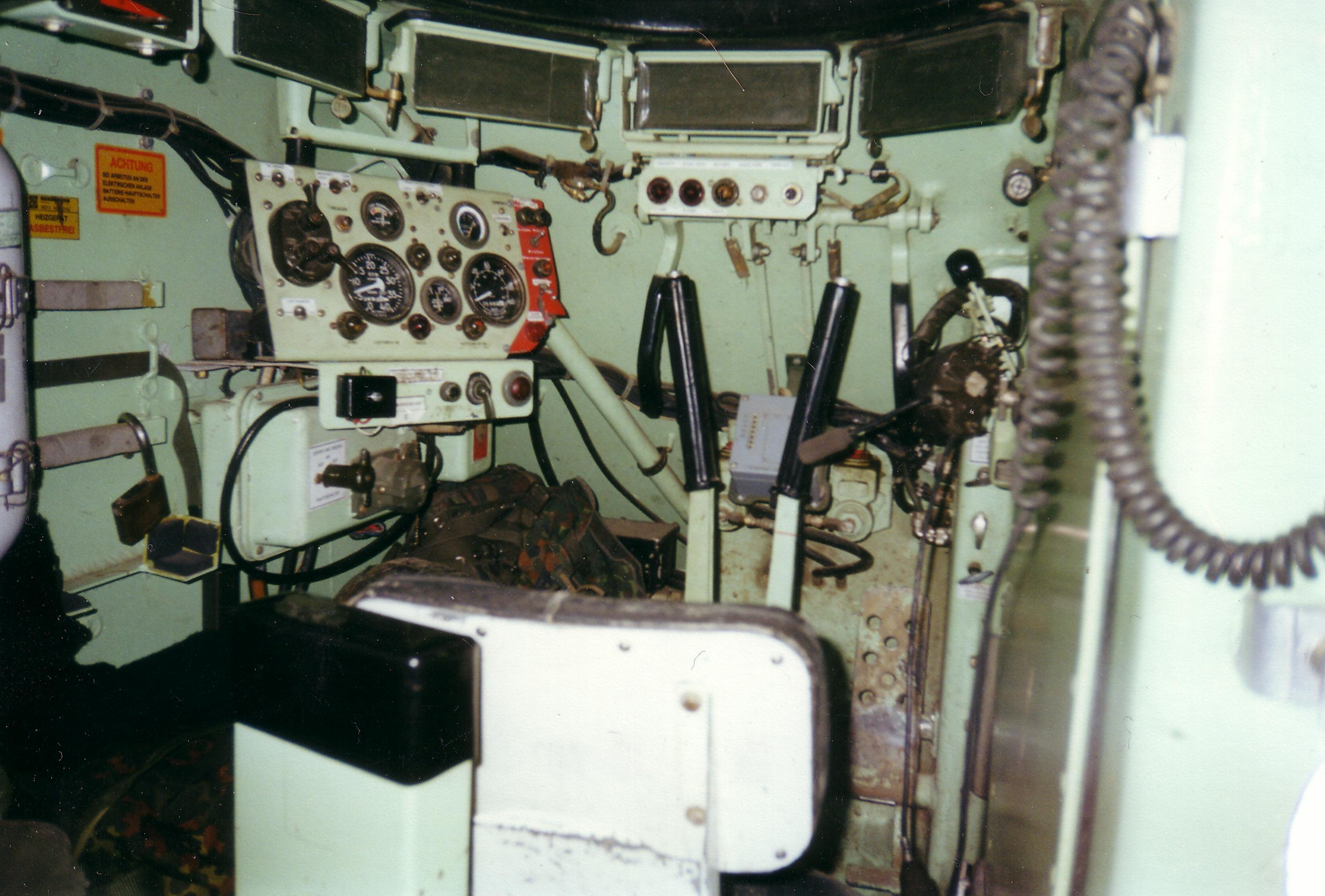
Fahrerplatz eines Mörserträgers mit Lenkbremshebel vor der NDV 2

Der Panzermörser M113 wurde in den Jahren 1969/1973 und 1977/1978 für das Heer der Bundeswehr beschafft. Er wird zur Steilfeuerunterstützung gegen leicht gepanzerte Ziele eingesetzt.
Im November 2017 waren Panzermörser M113 bei den „Schweren Kompanien“ von drei Jäger- und Gebirgsjägerbataillonen  eingesetzt.

## Funktionsbeschreibung
Der Waffenträger basiert auf dem Mannschaftstransporter M113 der US-Armee. Die Modifikationen am M113 waren eine vergrößerte, geteilte Dachluke, die zu den Seiten öffnet und eine verschweißte Heckklappe sowie eine Mitteltraverse im hinteren Kampfraum, mit der die Schussenergie gleichzeitig auf das Fahrgestell abgeleitet wird.
Als Hauptwaffensystem ist ein 120-mm-Mörser im hinteren Kampfraum montiert. Je nach Einführungsjahr besitzen die Fahrzeuge unterschiedliche Mörser. In den Anfangsjahren wurden ausschließlich Tampella-Mörser eingebaut – zu erkennen an der kleineren Kugelpfanne der Mitteltraverse –, später produzierte Rheinmetall die Rohre in Lizenz. Diese unterscheiden sich durch ein höheres Gewicht sowie durch eine größere Kugelpfanne im Waffenträger. Beide Varianten können sowohl vom Fahrzeug aus als auch abgesessen eingesetzt werden. Die zum abgesessenen Einsatz benötigte Bodenplatte wurde anfangs am Fahrzeugheck, später nach dem Anbringen von externen Treibstofftanks von der Kompanieführungsgruppe gesondert auf einem LKW mitgeführt, so dass beim Ausfall des Fahrzeugs die Besatzung noch einsatzfähig war. Der abgesessene Kampf wurde bei den Panzermörsern intern auch „Bodenplattenrallye“ genannt.
Innerhalb des fünfköpfigen Panzermörsertrupps ist genau festgelegt, wer welche Teile der Waffe mitzunehmen hat, um den abgesessenen Kampf durchführen zu können.
So gehören neben der Bodenplatte das Zweibein, die Erdsporne, die Truppkiste, die PERI-Kiste, die Richtstäbe, die gesamte Ausblickbaugruppe lang und kurz sowie der Mörser selbst zu den Gegenständen, die neben der persönlichen Ausrüstung beim abgesessenen Einsatz transportiert werden müssen.
Der Mörser wird im aufgesessenen Kampf auf der Mitteltraverse angebracht und kann in einem Bereich von etwa 40° seitlich und etwa 50° in der Höhe justiert werden. Bei größeren Korrekturen muss der gesamte MTW bewegt werden. Die maximale Schussreichweite beträgt 6350 m; die maximale Schusshöhe 3000 m. Es kann mit diesem Mörser jedoch auch weiter geschossen werden. Die vorab angegebenen Entfernungsmeter resultieren aus den in den Schusstafeln beinhalteten Entfernungen und Rohrerhöhungen sowie den Sicherheitsbestimmungen der Bundeswehr. Des Weiteren kann der Mörser zum direkten Richten genutzt werden, d. h. das Ziel ist in unmittelbarer Nähe und kann vom Kommandanten selbständig bekämpft werden.
Ansonsten ist es bei größeren Entfernungen das indirekte Richten, das angefangen vom sogenannten Vorgeschobenen Beobachter (VB) über den Feuerleitpanzer (M113) an die einzelnen Trupps weitergereichten Feuerkommandos geht, die diese dann ausführen. Für besondere Aufgaben, wie beispielsweise das Einrichten eines sogenannten Sperrfeuers wird ein „Arbeitsmörser“ abseits der eigentlichen Feuerstellung das Ziel nach Angaben des VB einschießen, was recht genau erfolgen muss, denn in der Regel ist der Arbeitsmörser 300 m von der eigentlichen Feuerstellung entfernt, so dass der VB möglichst nach dem zweiten Schuss das Ziel getroffen haben sollte.
Nach dem Einschießen des Ziels wird der Arbeitsmörser schnellstmöglich wieder zur Feuerstellung fahren, während die restlichen fünf Trupps bereits die Mörser auf das Ziel einrichten (sofern beide Halbzüge zusammen im Einsatz sind).
Nachdem der Arbeitsmörser sein Feuerkommando bekommen und eingestellt hat, kann die Ausführung der befohlenen Schüsse erfolgen.
In Friedenszeiten wird mit dem 120-mm-Mörser „nur“ bis zur sogenannten 8. Ladung – mit acht Treibladungssätzen – geschossen, während im Verteidigungsfall voraussichtlich bis zur 12. Ladung geschossen werden kann und somit Entfernungen von 10 bis zu 12 km erreicht werden können. Die Treibladungsringe bestehen aus Zellulosenitrat und teilen sich in zwei farblich gekennzeichnete Ladungen. Die braune Grundladung bleibt immer auf der Patrone, wogegen die weißen Teilladungsringe je nach Reichweite entfernt werden können. Aufgrund von Sicherheitsbestimmungen kann in Deutschland nur auf einigen wenigen Übungsplätzen (beispielsweise TrpÜbPl Lübtheen) mit der 8. Ladung geschossen werden, da das Überschießen der eigenen Truppe aufgrund der alten Munition nicht erlaubt war.
Die Streuung der Mörser wird bewusst genutzt, um die gleichmäßige Flächendeckung zu gewährleisten und die Munitionstypen optimal einzusetzen. Bei der Panzerhaubitze 2000 muss dagegen die Streuung künstlich durch den Zielcomputer berechnet werden.
Um Kontakt zum Feuerleitfahrzeug zu halten, verfügen die Träger über ein SEM 52-S/FZ/46 für kurze Entfernungen. Im Rahmen von Verbesserungen wurde auch ein Datenfunkrechner MRT 86 (tragbarer militärischer Rechner) zur Übertragung der Feuerkommandos getestet. Nach erfolgreichem Test an der Infanterieschule Hammelburg wurden in den 1990er-Jahren die Krisenreaktionskräfte damit ausgestattet. Der Datenrechner erlaubt eine genaue Berechnung und somit effektiveres Feuer im Ziel, aber auch beim Verschießen von Leucht- und Nebelmunition eine bessere Verteilung im Zielgebiet.
Die Vorteile des Waffensystems liegen in seiner Mobilität und der taktischen Verfügbarkeit. Anders als Artilleriefeuer kann das Mörserfeuer auf Bataillonsebene, welchem die Schwere Kompanie unterstellt ist, angefordert und koordiniert werden. In diesem Fall kann somit ein Kompaniechef Feuerunterstützung anfordern, z. B. um Sperrfeuer zum Schutz eigener Truppenteile des Bataillons schießen zu lassen.
Die geringe Größe der Waffenanlage erlaubt auch den effektiven Einsatz in urbanem Gelände. Aus diesem Grund tragen die Mörserkompanien auch den Beinamen „die kleine Artillerie“ und gelten dort als „Hammer des Bataillons“. Besonders im letzten Golfkrieg wurde ihre taktische Bedeutung deutlich.
Die 120-mm-Mörser werden aufgrund seines geringen Gewichts und Volumens auch von Fallschirmjägern verwendet, wobei die M113 gegen Wölfe ausgetauscht werden, da die gestiegene Masse der NDV 2 die Luftlandefähigkeit einschränkt. Ursprüngliche Planungen sahen vor, den Wiesel 2 als Mörserträger bei den Fallschirmjägern einzusetzen, die zusätzlich eine automatisierte Richtvorrichtung besitzen. Dadurch werden auch weniger Soldaten für die Bedienung des Waffensystems benötigt.

## Nutzungsdauerverlängerung
Durch ihre lange Nutzung wurde an dem Panzermörser ab 2001 die geplante NDV 2 durchgeführt. NDV steht für Nutzungsdauerverlängerung und umfasst größtenteils die Weiterentwicklung der Motoren, da die erlaubte Straßengeschwindigkeit von 30 km/h des M113 bei Manövern nicht zufriedenstellend war. Zum Vergleich erreichen der Kampfpanzer Leopard 2 A5 72 km/h und der Schützenpanzer Marder A3 65 km/h. Ebenfalls waren die technischen Probleme sowie die Unzuverlässigkeit der alten Motoren ein Problem, aber auch das drohende Ende der Betriebserlaubnis forderte eine Kampfwertsteigerung.
Im Rahmen der NDV 2 wurde ein neuer Motor von MTU auf Basis eines Mercedes-Benz Actros-Triebwerks inklusive neuer Kühlung, eine neue Gleisverbinderkette von DIEHL (Typ 513) inklusive Antriebszahnkranz sowie ein neues Schaltlenkgetriebe von ZF mit Möglichkeit zum Wenden auf der Hochachse verbaut. Das neue Triebwerk forderte ebenfalls die Umgestaltung des Fahrerplatzes. Anstelle des Lenkbremshebels wurde ein Lenkrad und Bedienpult mit elektronischer Überwachung eingebaut. Ebenfalls neu war die mit dem Fuß betätigte, hydraulisch unterstützte 2-Kreis-Bremsanlage.

## Besatzung
Insgesamt besteht die Besatzung aus fünf Personen.
- Der Kommandant führt das Fahrzeug, überwacht die Kommunikation, führt Buch über den Munitions- und Betriebsstoffverbrauch, leitet und führt den Feuerkampf des Waffenträgers.

- Sein Stellvertreter ist der Richtschütze. Dieser bedient im Zusammenspiel mit dem Ladeschützen den Mörser. Dazu versucht er, das Strichbild des PERI R16A1 mit dem als fester Bezugspunkt im Fahrzeug fungierenden Kollimator 12A2 in Deckung zu bringen. Gleichzeitig ist er für die Wartung der Waffenanlage zuständig. Sein Sitzplatz ist im hinteren Kampfraum auf der rechten Seite.

- Der dritte Mann ist der Ladeschütze. Er bedient im Zusammenspiel mit dem Richtschützen den Mörser. Dazu spielt er gleichzeitig zwei Libellen am Mörser (Verkantungstrieb, Höhenrichtvorichtung) ein, während der Richtschütze das Strichbild übereinander bringt. Beim Feuerkommando lädt er den Mörser. Ist der Träger auf dem Marsch oder in Feuerstellung, sichert er mit seiner Handwaffe über die Bordwand von seinem Platz an der Heckluke. Eine weitere Aufgabe ist die Unterstützung des Richtschützen beim technischen Dienst an der Waffenanlage.

- Die Nummer 4 ist der Munitionsschütze. Er unterstützt den Fahrer beim Wiedereinfahren in die Geschützstellung, führt Buch über den Munitionsverbrauch und ist allein zuständig für das Verstauen der Munition in den Munitionshalterungen. Des Weiteren stellt er nach Vorgabe den Zeitzünder für die Ausstoßzeit an der Nebel- und Leuchtmunition, zieht die Vorsicherung der Patrone und unterstützt bei Bedarf den Fahrer beim technischen Dienst am Fahrzeug. Beim Einrichten ohne Funk übernimmt er die Funktion eines Melders zu Fuß und dient ebenfalls als Nahsicherer. Sein Sitzplatz ist links im hinteren Kampfraum.

- Der letzte im „Team“ ist der Militärkraftfahrer (MKF). Sein Sitzplatz befindet sich vorne links neben dem Motor. Er fährt das Fahrzeug mit Unterstützung des Kommandanten, ist aber in der Durchführung wie der Geländeausnutzung sich selbst überlassen. Weitere Aufgaben sind Wartungsarbeiten (Technischer Dienst) am gesamten Fahrzeug und Sicherung bei Bedarf im Ernstfall in der Feuerstellung aus seiner Luke. Neben seiner Aufgabe als Fahrer besitzt er laut Vorschrift ebenfalls eine Ausbildung als Mörserschütze und kann am Mörser eingesetzt werden.

## Bewaffnung
- Mörser 120 mm TAMPELLA bzw. als Variante „R oder R1“ mit dem verstärkten Rohr von Rheinmetall.
- 1 Maschinengewehr Typ MG3, 7,62 mm zur Flugabwehr und Bekämpfung leichter Bodenziele.
- 4 Sturmgewehre Typ HK G36, 5,56 mm
- 1 Pistole Typ, 9 mm (für den Richtschützen, dann nur drei Sturmgewehre)
- 1 Maschinenpistole Typ MP2, 9 mm (für den Fahrer)
- 2 Panzerabwehrhandwaffen Typ Panzerfaust 3

Bei erwartetem Feindkontakt ist es möglich, den Mörser im direkten Richten gegen leicht bis ungepanzerte Ziele einzusetzen. Seit der Einführung des Waffenträgers wurde die Struktur der Handwaffen der Besatzung häufig geändert. Hatte der Richtschütze anfangs neben dem MG3 nur eine Pistole, so wurde später aus dieser ein Sturmgewehr wie das G36. Ein Grund für diese Veränderung war die Zeit in der gedeckten Aufstellung, wenn sich das Fahrzeug nicht in der Feuerstellung befindet und die Besatzung zur Sicherung eingesetzt ist.

## Mörsermunition

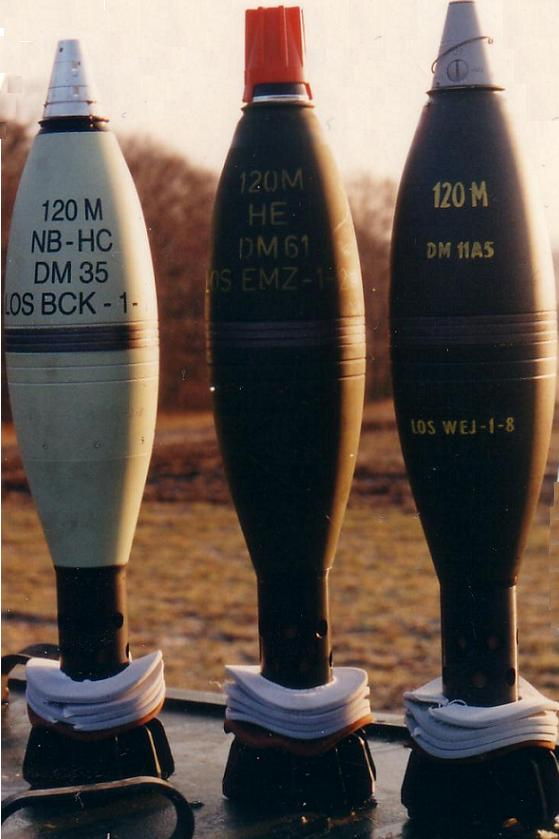
Mörserpatrone des Tampellamörsers mit vier Teilladungsringen v.l.n.r Nebel, Annäherungszünder, Sprengpatrone

Der 120-mm-Mörser ist in der Lage, folgende Munition zu verschießen (Dabei verfügt jede Granate, außer der Sprenggranate mit Annäherungszünder (ANNZ), über einen so genannten Vorstecker zur Sicherung. Die Sicherung der ANNZ besteht aus einer Kunststoffkappe, die den Zünder vor mechanischer Beanspruchung und vor Feuchtigkeit schützt. Beide müssen vor dem Verschuss entfernt werden):
- HE-Munition (Sprenggranate) mit Aufschlagzünder; wird zur Bekämpfung weicher Ziele und Befestigungsanlagen eingesetzt. Der tödliche Splitterradius beträgt etwa 50 m. Der Zünder der HE-Mörsergranate kann sowohl mit als auch ohne Verzögerung verwendet werden. Befestigungen werden mit Hilfe der einstellbaren Verzögerung der Zündung erschüttert und zum Einsturz gebracht. Die Verzögerungszeit beträgt 0,05 Sekunden.
- HE-Munition mit radargestütztem Annäherungszünder; wird zur Bekämpfung verschanzter Infanteriekräfte eingesetzt. Die Explosion erfolgt 5 Meter (± 2 m) über dem Boden, so dass ein Streukegel entsteht, der von oben in Schützengräben eindringt. Die Annäherungsfunktion (Dopplereffekt) wird erst auf dem abfallenden Ast der Geschossflugbahn wirksam. Bei einem Feuerkommando werden in der Regel Spreng- und Annäherungszünder im direkten Wechsel verschossen.
- Leuchtmunition mit Doppelzünder; besitzt einen Leuchtradius von einem Kilometer. Der Einsatz von Leuchtmitteln hat wegen des Einsatzes von Nachtsichtgeräten und der Gefahr der eigenen Entdeckung abgenommen.
- Nebelmunition mit Doppelzünder; da der Nebel krebserregend ist, hat die Verwendung zu Übungszwecken abgenommen. Inzwischen gibt es aber eine verbesserte Variante des Nebels, der weniger gesundheitsschädlich ist.
- Übungsmunition (blau) mit Aufschlagzünder. Ein Großteil der Sprengstofffüllung wurde durch eine inerte Masse ersetzt, besitzt aber dennoch Sprengstoff um den Aufschlag anzuzeigen.

Eine Übersicht der Munition befindet sich in der Liste von Bundeswehrmunition.
Taktisch werden wechselweise verschiedene Munitionsarten verschossen, um die Wirkung im Ziel deutlich zu erhöhen. Um verschanzte Truppenteile wirkungsvoll bekämpfen zu können, muss der VB (vorgeschobener Beobachter) seine Feuerkommandos so planen, dass möglichst wenig Munition verbraucht, aber eine höchstmögliche Wirkung erzielt wird.
In diesem Fall ist es dann förderlich, Trupp 1, Trupp 3 und Trupp 5 Aufschlagzünder mit Verzögerung verschießen zu lassen, wobei dann Trupp 2, Trupp 4 und Trupp 6 Annäherungszünder verschießt. Aufschlagzünder mit Verzögerung haben sozusagen die gegnerischen Truppenteile „ausgegraben“, und die Annäherungszünder gaben die Splitterwirkung von oben. Anschließend wird der nächste Schuss statt Annäherungszünder nun mit Aufschlagzünder mit Verzögerung geschossen.
Zum Abschluss werden meistens noch zwei Aufschlagzünder ohne Verzögerung verschossen, was die gegnerischen Truppen völlig niederzwingen soll. Allerdings ist hier dringend eine schnelle Feuerfolge notwendig, um nach dem Absetzen des Feuers einen blitzartigen Stellungswechsel durchzuführen. Da die Aufklärung von Steilfeuerwaffen recht simpel ist, wird sie schnell zum Ziel der gegnerischen Artillerie.

## Zukunft in der Bundeswehr
Die Nutzungsdauer der 120-mm-Mörser läuft nach Angaben des Heeres bis zum Jahr 2030, die Nutzung der Trägerfahrzeuge M113 allerdings nur bis 2025.
Als Nachfolgesystem für indirektes Feuer wurde der Leichte Panzermörser (lePzMrs) auf Wiesel-2-Basis erwogen. Das Bundesamt für Ausrüstung, Informationstechnik und Nutzung der Bundeswehr (BAAINBw) beauftragte am 18. November 2022 den Rüstungskonzern Rheinmetall mit der Lieferung von Mörsermunition 120 mm und mit der Modernisierung von Mörser-Waffenanlagen.
Im Januar 2025 wurde die Beschaffung des Systems Patria NEMO auf dem Trägerfahrzeug Patria 6×6 zur Ablösung des Panzermörsers M113 genehmigt.

## Trivia
Oft wird das Fahrzeug auch scherzhaft „1000-Liter-Therme“ genannt, da das Aussehen an die von der Bundeswehr zur Truppenverpflegung benutzten Thermobehälter erinnert.
Ein anderer Spitzname für das Fahrzeug lautet aufgrund seiner Alupanzerung und Form „Keksdose“.